# Platycheirus bertrandi
Platycheirus bertrandi är en tvåvingeart som först beskrevs av Austen 1913.  Platycheirus bertrandi ingår i släktet fotblomflugor, och familjen blomflugor. Inga underarter finns listade i Catalogue of Life.